# Хертен (замок)
Хертен (нем. Schloss Herten) — немецкий замок на воде на западной окраине городка Хертен в районе Рекклингхаузен в земле Северный Рейн-Вестфалия, Германия. Комплекс расположен посреди старого английского ландшафтного парка и впервые упоминается в документах 1376 года. Главное здание замка с 1962 году включено в список памятников архитектуры ФРГ.
Существующие здания были в построены в XVI и XVII веках для знатной семьи фон Нессельроде. В основном фасады выдержаны в стиле поздней готики. После Первой мировой войны здание было заброшено и пришло в полный упадок. От окончательного разрушения замок спас капитальный ремонт, который проводился с 1974 по 1989 годы. Заказчиком реставрации выступила организация Ландшафтный союз Вестфалия-Липпе, созданный для сохранения исторических памятников.

## История

### Ранний период
Семья фон Хертен впервые упоминается в документах города в 1286 году. В то время рыцарь Герлах фон Хертен назван вассалом аббатства Верден. Считается, что бывшая резиденция семьи располагалась в центре города Хертен возле приходской церкви Святого Антония.
В XIV веке представители рода фон Хертен построили мощный каменный дом с системой внешних укреплений на месте нынешнего замка. От тех построек сохранились только остатки главной башни. Фрагменты её фундамента можно обнаружить в подвале северного крыла современного комплекса.
В 1376 году замок упоминается уже как имперский феод при аббатстве. В середине XIV века род фон Хертен пресёкся по мужской линии. Через брак дочери последнего представителя рода крепость перешла в собственность дворян знатной семьи фон Гален, однако через век по мужской линии пресёкся и этот род. В итоге после замужества Эльсеке фон Гален замок достался в качестве её мужу Дитриху фон Штеке в 1488 году. Но и семья фон Штеке не долго просуществовала с потомками-мужчинами. Уже в 1529 году Анна фон Штеке, дочь последнего владельца замка, вышла замуж за Бертрама I фон Нессельроде, наследника герцогства Юлих-Берг. Этот человек, как впрочем до него и многие его родственники, был наместником кёльнского курфюршества в Вест-Рекклингхаузене с 1539 по 1556 год. Таким образом, замок оказался владением семьи фон Нессельроде. Бертрам I провёл серьёзную реконструкцию комплекса, превратив его в роскошную резиденцию.
Новые владельцы не забыли и о фортификации. Снаружи комплекс обнесли мощными валами с угловыми бастионами (их остатки частично сохранились). Такая предусмотрительность оказалась очень уместна, потому что в 1583 году вспыхнула Кёльнская война. Гарнизон Хертена оказался в осаде и успешно выдержал её.

### После XVII века

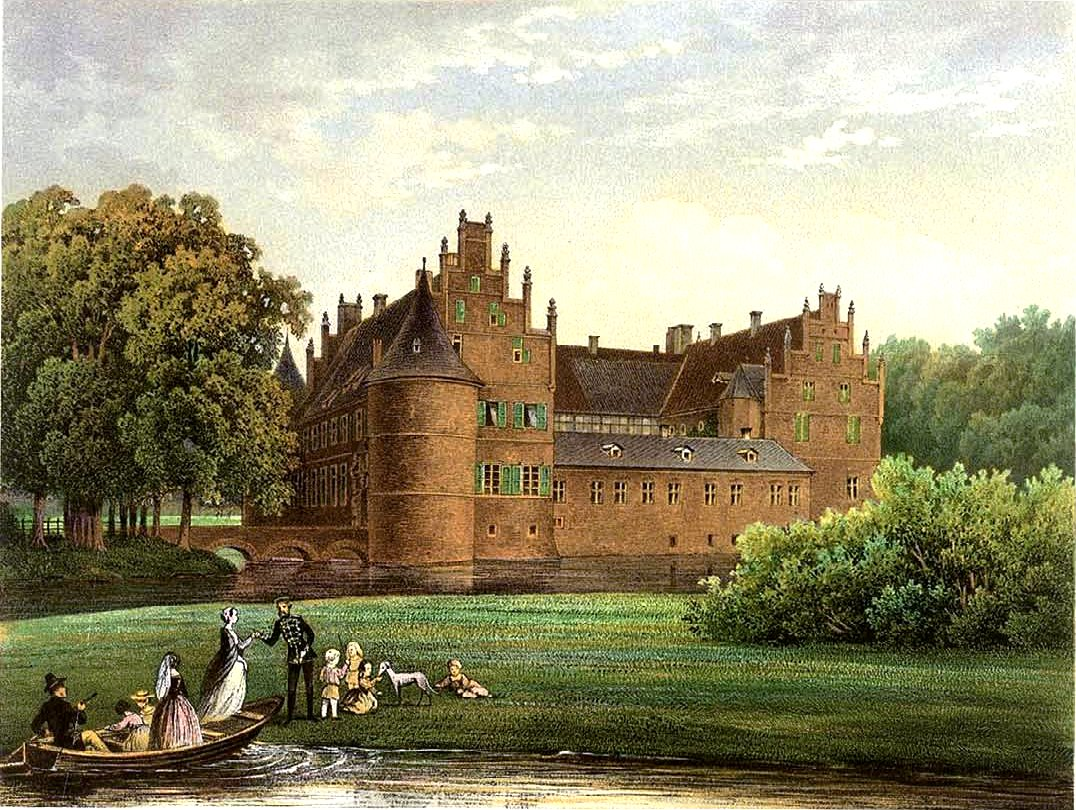
Замок на картине 1860 года

Комплекс Хертен оставался во владении семьи фон Нессельроде в течение почти 300 лет.
В 1687 году, во время Рождества, сильный пожар уничтожил большую часть северного и западного крыльев комплекса. К несчастью в пламени погибла большая часть ценной библиотеки.
Барону Францу фон Нессельроде-Райхенштейн император Леопольд I в 1702 году даровал титул имперского графа. В том же году в замке была проведена очередная реконструкция, часть фасадов приобрели облик в стиле барокко. Парк украсили многочисленные фонтаны, статуи и оранжереи.
В 1824 году последний представитель семьи Нессельроде (по Хертэнской линии), Иоганн Франц Иосиф фон Нессельроде-Райхенштейн, умер. В очередной раз новым собственником стал муж дочери владельцев замка. Замужество Иоганны Марии Кэролайн привело к тому, что Хертен перешёл к семье графов фон Дросте цу Вишеринг, причём новый собственник немедленно получил более престижный титул императорского графа. Члены семьи стали именовать себя Дросте цу Вишеринг фон Нессельроде-Райхенштайн.

### XX век
Семья жила в замке до окончания Первой мировой войны, однако после поражения Германии графы оказались на грани разорения. Средств на поддержание ветшающей огромной резиденции в хорошем состоянии не хватало. Примерно с 1920 года последние представители семьи Дросте цу Вишеринг фон Нессельроде-Райхенштайн перебрались в замок Мертен в Айторфе. Владельцы вывезли большую часть прежней мебели, а также коллекции картин и дорогих предметов, украшавших интерьеры. Таким образом, замок Хертэн оказался фактически заброшен. В последующие годы он стал медленно разрушаться. Серьёзной проблемой для замка стали активные работы по добыче полезных ископаемых в окрестных шахтах. Началось проседание грунта, угрожавшее разрушением фундаментов.
Во время оккупации Рурской области французскими войсками в замке с 1923 года размещались части оккупационной армии. В 1925 году французы покинули Хертен, оставив его в полном упадке. Несколько десятилетий замок оставался заброшенным.
В 1967 года местные власти, встревоженные печальным состоянием стен зданий, провели работы по замене бывших свайных фундаментов на железобетонными конструкции. Это спасло Хертен от угрозы обрушения.
Ветхие здания и окружающий их парк в 1974 году приобрела организация Ландшафтный союз Вестфалия-Липпе. В последующие 15 лет замок был полностью восстановлен (большинство бывших деревянных перекрытий было заменено).
С 2008 года дворцовый комплекс принадлежит городу Хертен. В 2017 году было объявлено о старте второго этапа реконструкции. Предполагается восстановить бывшую парковую оранжерею и другие сооружения.

## Современное использование
В настоящее время бывший форбург используется в качестве социального центра и клиники психиатрии и психотерапии. Для медицинских нужд в конце XX века были построены несколько новых зданий в западной части дворцового комплекса.
В замке регулярно проводятся многочисленные культурные мероприятия и концерты, включая Рурский фестиваль фортепьянной музыки. Кроме того, раз в год здесь проходит фестиваль рукоделия (хендмейд), на котором любые художники и ремесленники могут представить свои работы.
Предусмотрена возможность аренды парадных залов замка для проведения торжественных мероприятий, свадеб и юбилеев.
В северном крыле главного здания работает кафе, а в сводчатом погребе размещена выставочная площадка, где размещена экспозиция, посвящённая флоре и фауне замкового парка.

## Описание

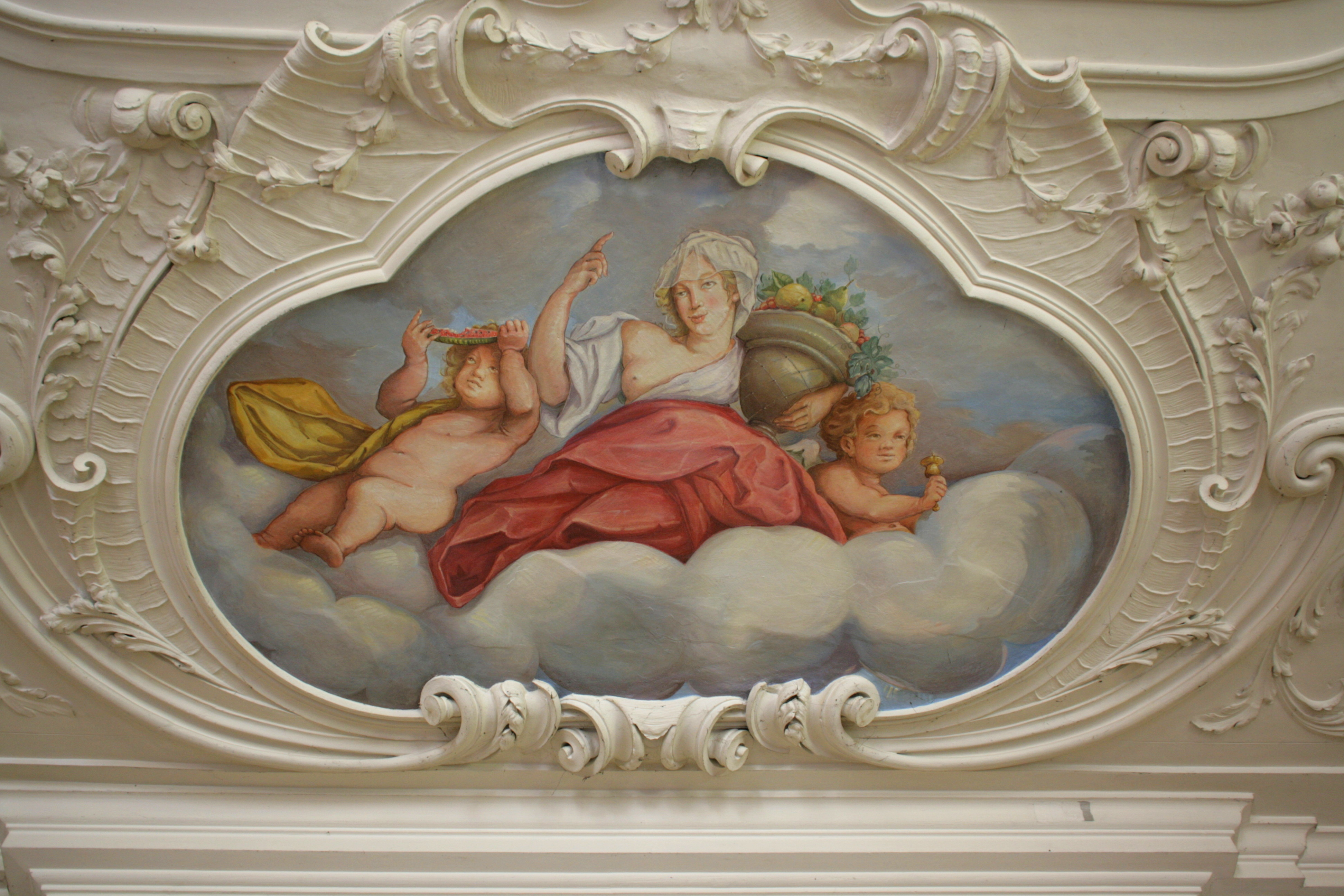
Настенная роспись внутри замка

### Главная резиденция
Главный замок имеет прямоугольную форму. Четыре крыла окружают внутренний двор. За исключением южного одноэтажного корпуса здания резиденции имеют по два этажа. Фронтоны восточного и западного крыла в верхней части завершаются ступенчатым щипцом. В трёх углах дворца сохранились круглыми двухэтажные башни с конусообразными крышами. По картушам справа и слева от ворот можно узнать о знатных родах, некогда проживавших в замке.
Интерьер главного замка после реконструкции 1980-х годов существенно изменился. Только представительские залы в восточном крыле до сих пор обставлены старой мебелью в стиле барокко. Там же были восстановлены украшенные изящной лепниной потолки, созданные около 1700 года. Частично сохранилась и роспись плафонов середины XVII века, которая представляет особую историческую ценность.

### Замковый парк
Созданием замкового парка в его нынешнем виде в начале XIX века занимался Максимилиан Фридрих Вейе, садовник из Дюссельдорфа. Он преобразовал в период с 1814 по 1817 годы бывший парк во французском стиле в английский ландшафтный парк. При этом сохранились элементы симметричного сада в стиле барокко, а а также некоторые прежние аллеи и здание оранжереи. Правда, исчез прежний знаменитый лабиринт, созданный из кустарников, однако при реставрации оказался восстановлен, хоть и в упрощённом виде, бывший садовый театр. В настоящее время здесь периодически проходят театральные представления.
В середине XIX века владельцы Хертена создали в парке два пруда для разведения ценных пород рыб. Кроме того, частью парка стал соседний лес площадью около 200 гектаров.
После Первой мировой войны парк был запущен, многие его уголки превратились в непроходимые заросли. Восстановление прежнего ландшафтного парка проходило вместе с реставрацией зданий всего комплекса. Работы начались в 1974 году и продолжалась до 1982 года. В настоящее время парк открыт для публики. Его общая площадь составляет примерно 30 гектаров, из которых половина — это лесистые участки, а пять гектаров — газоны. Три гектара приходится на пруды. Среди более чем  3000  деревьев имеются очень редкие виды, в том числе привезённые некогда из Китая и Северной Америки. Всего в парке более 200 различных пород деревьев.

## Галерея

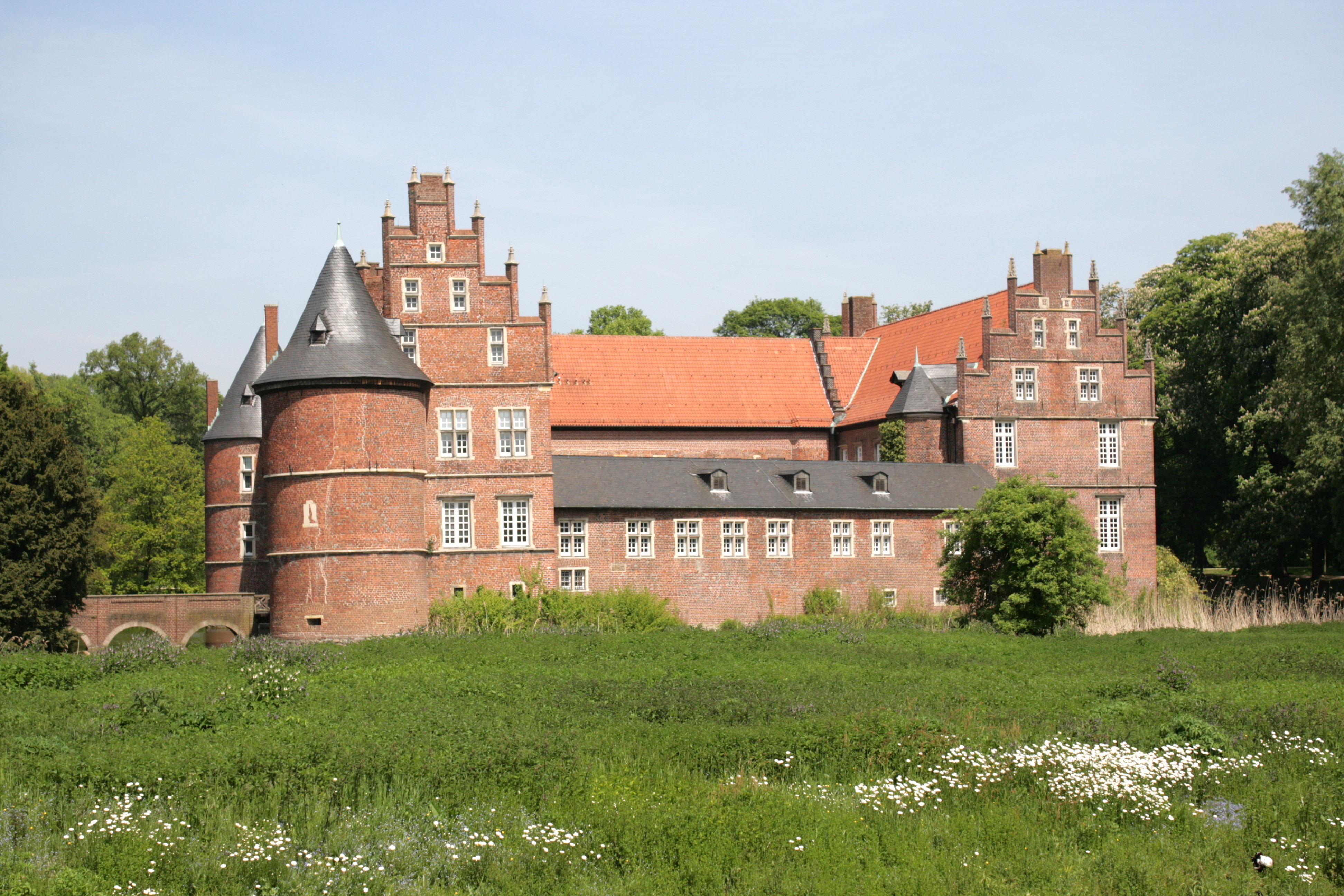
Вид замка со стороны парка
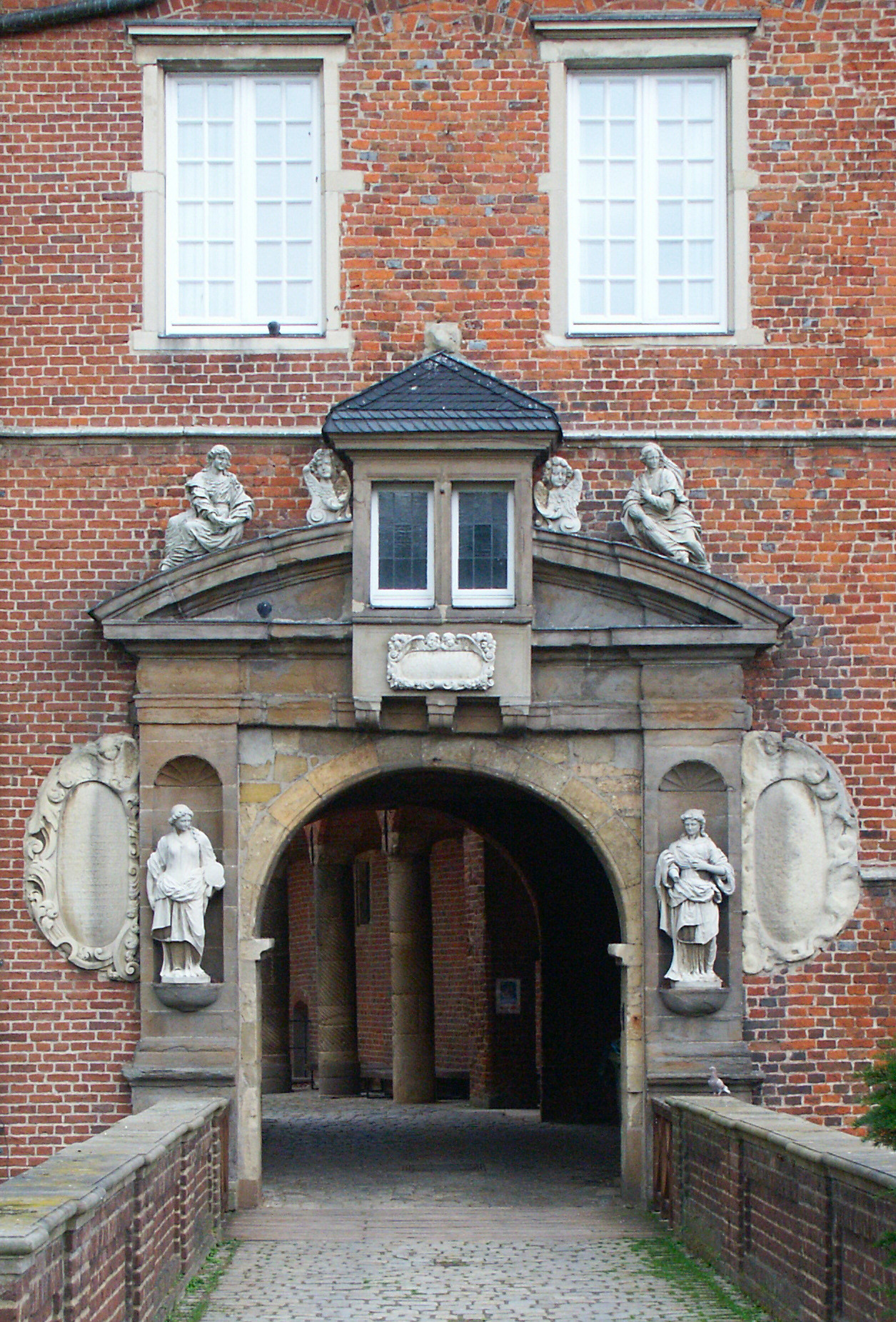
Вход в центральную часть комплекса
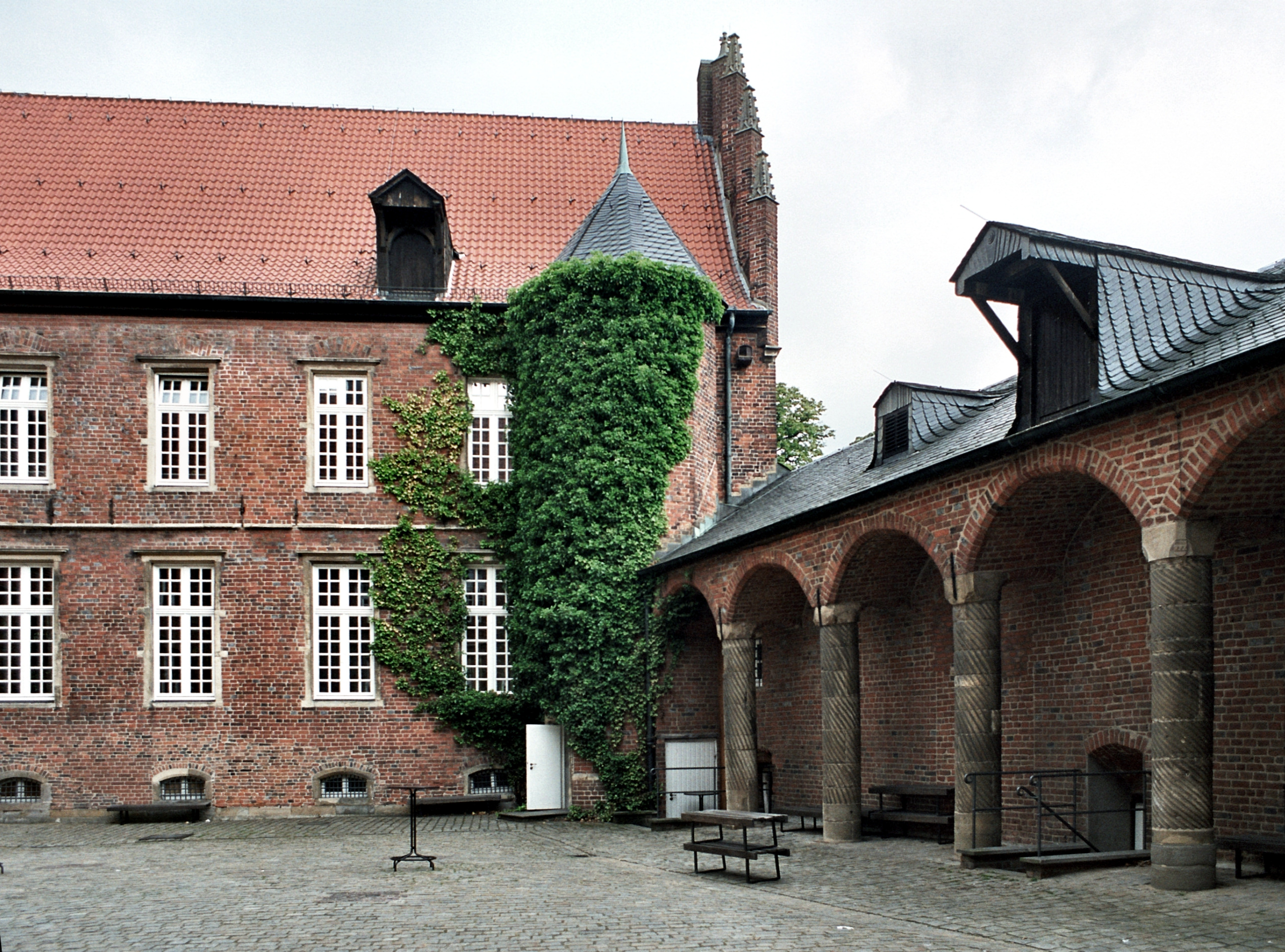
Юго-восточная часть замкового комплекса
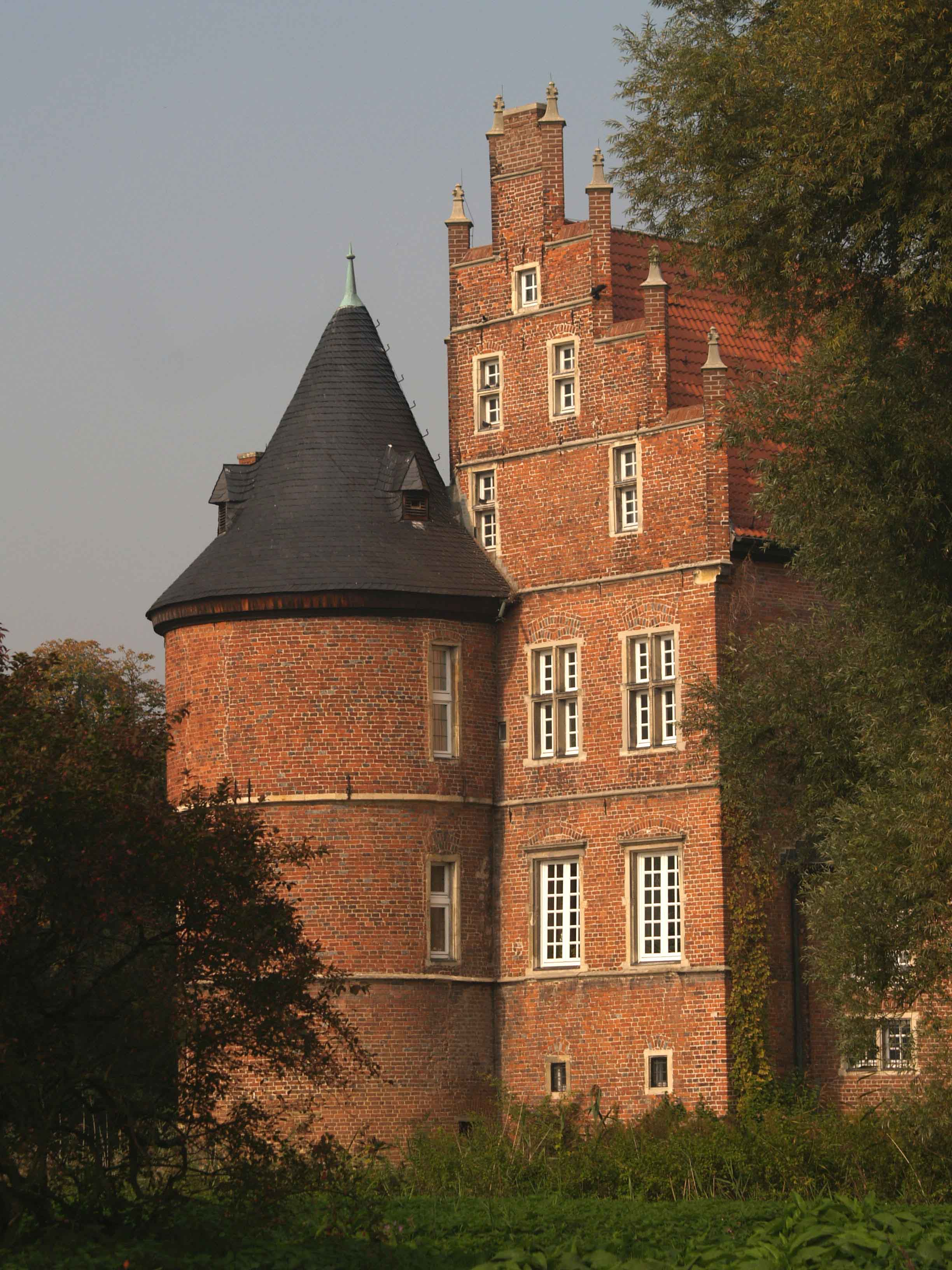
Башня в юго-западной части замка
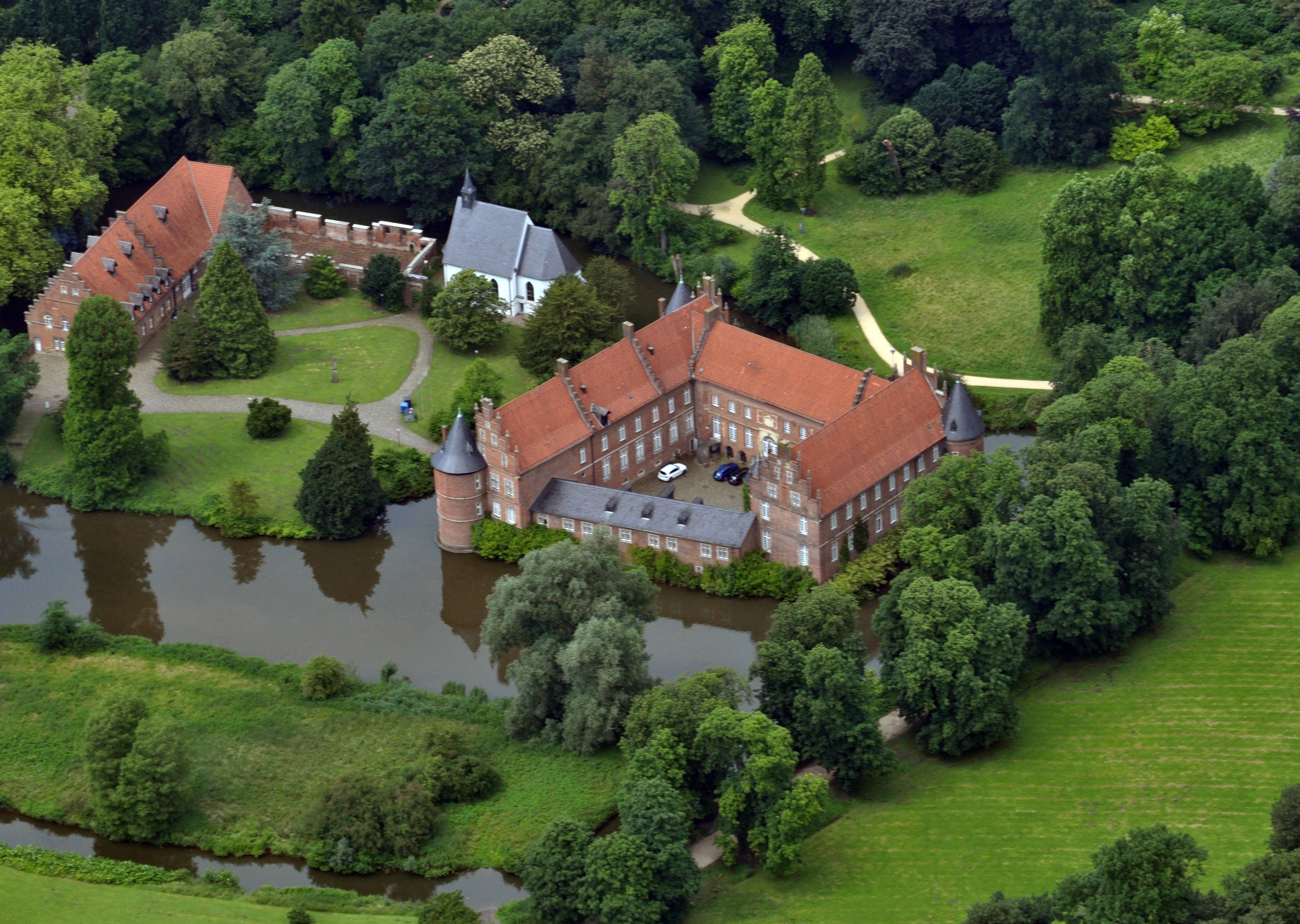
Вид замка с высоты птичьего полёта